# Faye Tozer
Faye Louise Tozer (Northampton, Engeland, 14 november 1975) is theateractrice en zangeres, die bekendheid verkreeg door haar jaren bij de Britse popgroep Steps.

## Muziek
Faye Tozer was net als de andere vier leden vanaf het begin een vast gezicht van Steps, een popgroep die tussen 1997 en 2001 verschillende keren scoorden met singles. In september 2011 maakt Steps bekend dat ze klaar zijn voor een comeback en in oktober verschijnt The Ultimate Collection. Ook Faye, die altijd vragende partij was voor een reünie, maakt opnieuw deel uit van de groep. Voor de reünie brengt Steps voor het eerst in 10 jaar tijd een nieuwe single uit: Dancing Queen, een cover van ABBA. 
Sinds de split van Steps op 26 december 2001, scoorde Faye slechts eenmaal in de hitlijsten, met een duo met Russel Watson, die ze ontmoet had op een editie van de BBC Proms In The Park in 2001. Ze scoorden een hit met Someone like you in de UK top 40 en eindigden op een 10e plaats.

## Film en theater
Het meeste van Faye's werk na Steps speelde zich af in het theater. In 2004 toerde ze in de UK in een productie van de musical Tell me on a Sunday van Andrew Lloyd Webber. Ze wisselde voor eenzelfde rol af met Marti Webb en Patsy Palmer. 
In 2005 ging ze opnieuw op tour met een musical, ditmaal met Love Shack, waarin nog enkele andere voormalige popartiesten gecast waren. 
In 2006 toerde ze in een productie van Me and My Girl, naast Sylvester McCoy, acteerde ze in de film Lady Godiva Back in the Saddle en werkte ze mee aan een fitness-dvd, The Allstar Workout.
In 2007 werkte ze mee aan een productie van Dial M for Murder en begon ze in oktober aan een tour voor Over the Rainbow - the Eva Cassidy Story met als rol Eva Cassidy. Deze tour eindigde in november 2008. Rond Kerst 2007, was ze te zien in een opvoering van Aladdin in het Theatre Royal in Newcastle. 

## Privéleven
In 2002 trouwde ze met haar Deense vriend Jesper Irn in haar woonplaats Dunstable, Bedfordshire. Ze scheidden na een huwelijk van 5 jaar. 
Ze is voor de tweede keer getrouwd in december 2009. Op 24 februari 2009 werd haar eerste kind geboren, genaamd Benjamin Barrington Tozer-Smith.